# Saquê
Saquê (português brasileiro) ou saqué (português europeu) (em japonês: nihonshu,日本酒, ou seishu清酒) é uma bebida alcoólica fermentada tradicional do Japão, produzida a partir de três ingredientes principais arroz (米), água (水) e kōji (麹). O ponto importante para ser considerado saquê é que somente o arroz é fermentado no processo; nenhum outro grão ou açúcar participa da fermentação.

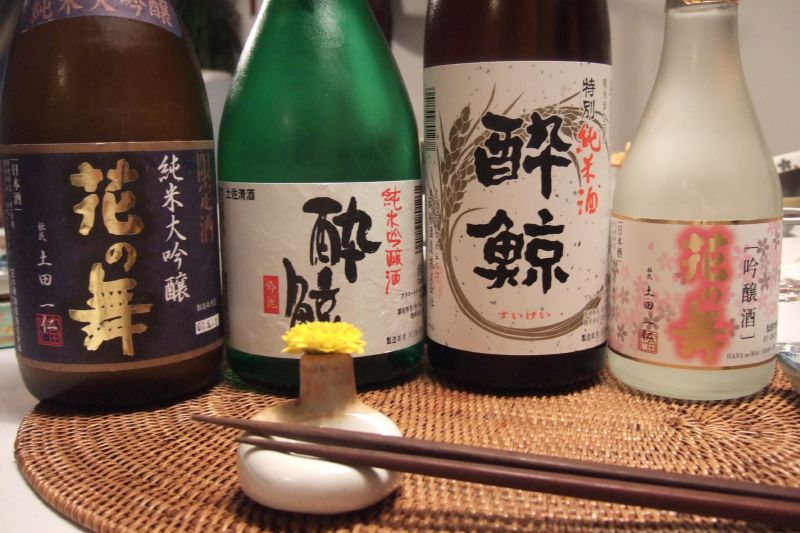
Garrafas de diferentes marcas de saquê

A primeira produção de saquê de que se tem registro é datada no século III e ocorreu em Nara, antiga capital japonesa. Diversas regiões do país o produzem, mas a região que leva a fama de fabricar o melhor saquê é o distrito de Fushimi, em Kyoto. Atualmente, existem em torno de 1.200 fabricantes de saquê no Japão. E no Brasil existe a segunda fábrica mais antiga do mundo fora do Japão, a Azuma Kirin, que foi fundada em 1934, com o nome Tozan. 

## Processo de fabricação
Diferente da fermentação do vinho pois a uva naturalmente produz açúcar, a fermentação do saquê é mais similar a fermentação da cerveja, no qual o amido (polissacarídeo) é convertido em sacarídeos e por sua vez é convertido em álcool.
O arroz é a matéria prima para fabricação do saquê. Na primeira etapa, chamada de seimai (精米), o grão de arroz é polido para retirada de gorduras e proteínas contidas na parte mais externa do grão. Logo em seguida o arroz é cozido a vapor.
A segunda etapa é a produção do arroz-koji, feito da união do arroz cozido e do fungo aspergillus oryzae (麹 kōji em japonês). Nessa etapa a molécula de amido, contido no interior do arroz ( 心白 shinpaku), passa por uma hidrólise que resulta em moléculas menores de açúcares. 
Na sequência é adicionado uma cultura de levedura a uma parte do arroz-koji para início da fermentação. Com isso é formado o shubo (酒母).
A próxima etapa é a formação do moromi (醪), que é a junção do shubo (酒母) com o restante do arroz-koji para que todo arroz seja fermentado, durante cerca de 30 dias, e transformado em saquê.
Por último é feito uma filtração (roka 濾過) e pasteurização (Hi-ire 火入れ).

## Como beber

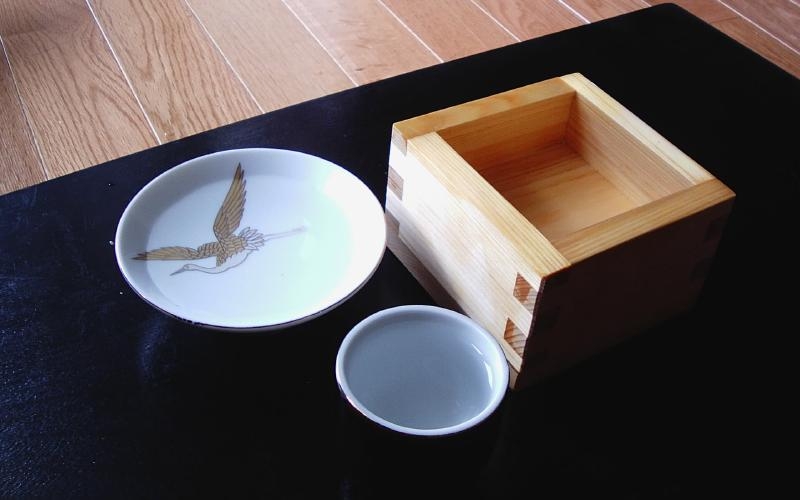
Conjunto para beber saquê incluindo um masu

O saquê pode ser consumido em uma ampla faixa de temperatura, de 5 a 60ºC. O aroma e o sabor da bebida varia com a temperatura..
Em baixas temperaturas (Hiya 冷や 5 a 15ºC) o saquê fica mais licoroso, aromas frescos são exaltados e sabor fica mais delicado. Em altas temperaturas (Kan 燗 30 a 60ºC) o saquê fica mais adocicado e aromático. Em geral, saquês de categorias mais simples recomenda-se aquecer.
A melhor temperatura de consumo do saquê depende das características do rótulo. Para saquês aromáticos e frutados, recomenda-se servir em baixas temperaturas (Hiya 冷や 5 a 15ºC). Já para rótulos de aroma e sabor mais suaves, recomendas-se servir aquecido (Kan 燗 30 a 60ºC).
O aquecimento deve ser feita de forma indireta, em banho-maria. No Japão utiliza-se do tokkuri (徳利) para aquecimento. Caso o saquê passe dos 75ºC o álcool começa a evaporar e perde-se todas as características iniciais da bebida.
É geralmente servido em pequenos copos de porcelana chamados de choko ou o-choko  (お猪口) ou em taças, como as de vinho, para poder apreciar os aromas do saquê. Outra tradicional forma de beber saquê é utilizando o masu, pequeno copo de madeira.